# 宅配ボックス

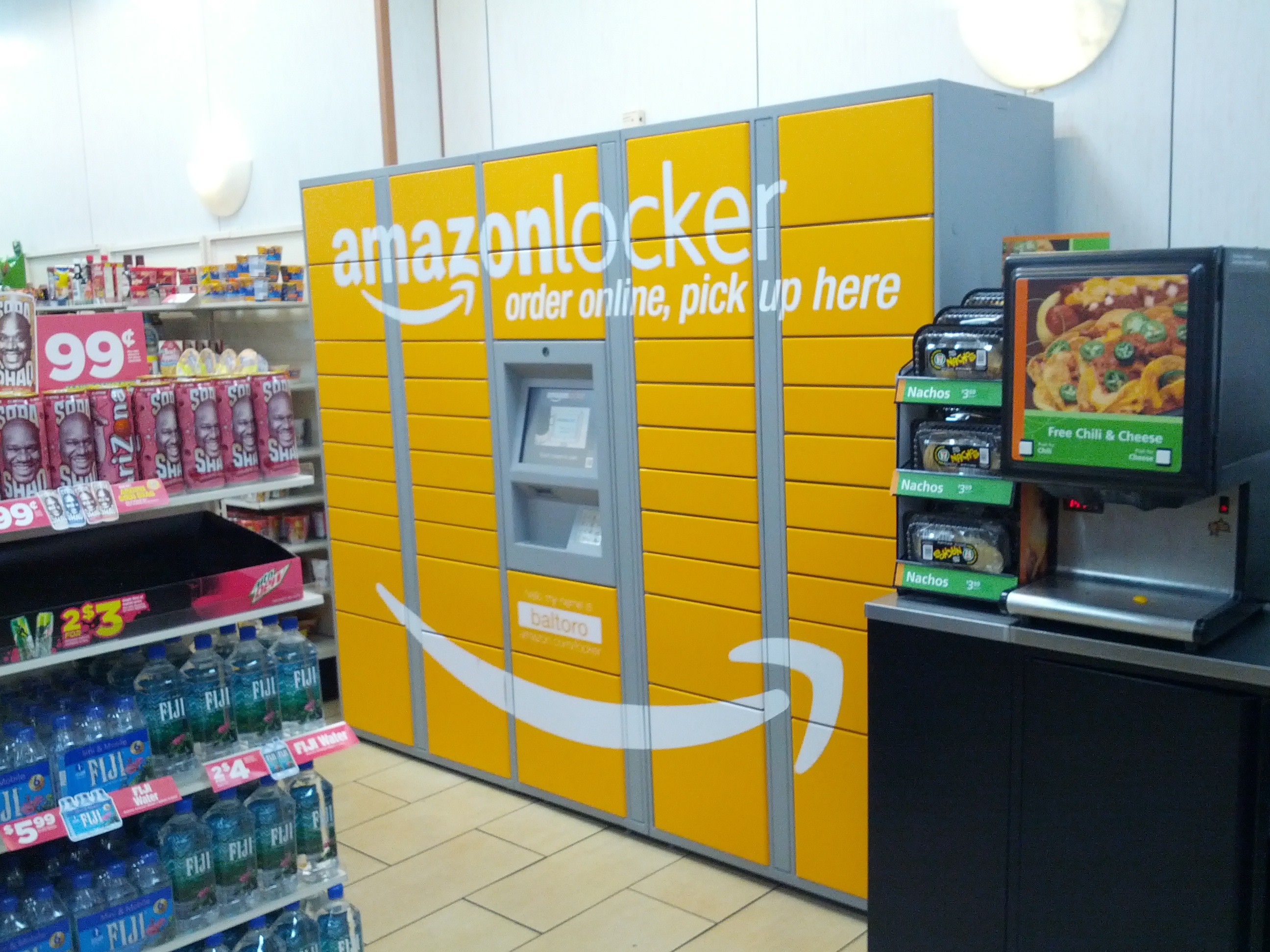
Amazon.comがアメリカ合衆国で展開している宅配ボックスサービス「Amazonロッカー」

宅配ボックス（たくはいボックス、英語: delivery locker）は、受取人が留守の時に宅配便や郵便物の受取を代行するロッカー型設備である。宅配ロッカーと呼ばれることもある。留守でも荷物を受け取れるため、平日は帰宅が遅くて宅配物を受け取るのが困難な人や、インターネット通販をよく利用する人にニーズが高まっている。近年は特にマンションの共用設備として新築物件で導入が進んでいる。
また､近年ではCOVID-19に影響され､宅配便に関しても対面で受け取ることを避ける所謂「置き配」が注目されており､大手通販サイトのAmazon.co.jpでも標準の配送方法として置き配が推奨されるなどし､宅配ボックスへの注目が高くなっている｡
このほか、作り付け設備として宅配ボックスがない一戸建住宅やマンションに置ける簡易な宅配ボックスが販売されたり、鉄道駅や大学､コンビニエンスストアなどの一般店舗における公共スペースで宅配ボックスが設置されたりしている。

## メリットと問題点

### 利点
- 不在時でも荷物を受け取れる。
- 入浴中や炊事中など手が離せない時でも荷物を受け取れる。
- 再配達依頼する必要がないので、再配達を待つ必要がなく外出ができる。
- 受け取りのことを心配することなく通販で気軽に買い物ができる。
- 配達会社の再配達業務が減るので、配達コストが下がり、CO2減少（エコ）にもなる。[7]

### 注意点・問題点
- マンションやアパートに据え置きで設置されているタイプの場合、受取人が荷物を受け取らず保管期限が過ぎ、管理業者によって処分や別の場所での保管が行われる場合がある。この場合、約款次第だが保証なども受けられない場合がある（特に旅行時等の長期不在時に問題となる）。
- 電子式タイプの場合、暗証番号の入力を複数回誤ったなど、自分の荷物でも取り出せなくなることがある。
- 誤配送もしくは盗難に遭った場合、配送業者に確認を取る必要があるが、十分な補償が受けられない場合がある（配送業者や通販サイトの約款次第）[8]。
- 宅配ボックスの新規設置や利用に際しては設置者へ管理責任が求められ、配送事業者との書面契約が必要となる場合がある。事業者次第ではあるが、個人で宅配ボックスを設置しても事業者契約が行えず、設置した宅配ボックスの利用を断られる場合もある[9][10][11][12]。
- 一例ではあるが､郵便局では後述のOKIPPA以外の宅配ボックスを利用する場合は｢指定場所配達に関する依頼書｣の提出が必要となる[13]｡
- インターネット上では宅配ボックスと称して据え置き型やワイヤー固定式などの荷物入れ、プラスチックボックスを販売していることがある。こうした簡易的な宅配ボックスだけではなく、正式な宅配ボックスも利用が断られる場合があることに留意すべきである[14]。

### 宅配ボックスに入れることができない物品
以下の物品は、配達会社の規定、あるいは宅配ボックスメーカーの規定により、正式に、宅配ボックスへの配達は禁止されている。
- チルド便（冷蔵便）・冷凍便や生もの。
  - 基本的に生鮮食品や生物については宅配ボックスの利用が行えないが､COVID-19の影響もあり､Uber Eatsに代表される出前サービスにおいては対面で引き渡すことを避けるため宅配ボックスを用いて受け取るユーザーも増えており､事業者側も柔軟な対応を見せている｡しかしながら確実に利用できるとは限らないため注意が必要｡
- 簡易書留を含む書留郵便[注釈 1]
- 配達員がお金を受け取る必要がある代金引換や送料着払い。
- 各宅配事業者の正式な貴重品配達サービス（ヤマト運輸のセキュリティーパッケージ、佐川急便のセーフティサービス、日本郵便のセキュリティゆうパックやレターパックプラスなど対面での引き渡しが前提であるサービス）。
- 宛先住所末尾に「宅配ボックス禁止」と書かれている時。

※メール便は郵便受けに配達が原則であるが、厚くて入らない場合は宅配ボックスに入れることができる。ただし宅配ボックスに入れて紛失しても、損害賠償は無い。
また、以下の場合は、宅配ボックスには物理的に入れることができない。
- 宅配ボックスが満杯のとき。後述の通り、スタンドアローン方式は管理用通信回線が接続されていないため、ボックスが満杯になりがちである。
- 大きくて宅配ボックスに入らない時、または入るサイズの大きいボックスが空いていない時。
- 宅配ボックス会社に事前に会員登録していない時、または入庫禁止に設定している時。

また以下の場合は、配達員の判断によっては宅配ボックスに入れないことがある。
- 宛先の人物の居住確認できない場合。すなわち、郵便受けに表札が無く、宅配ボックスの液晶画面にも名前が表示されない場合は、宛先の部屋に住んでいるという確認が取れないため、宅配ボックスには入れないことがある。
- 重量物。重量物は住人がボックスから取り出して運ぶのに労力がかかり苦情の原因となりうるため、宅配ボックスには入れないことがある。
- 品名が無記載の場合。無記載だと生ものが入っている可能性があるため、宅配ボックスには入れないことがある。
- 品名が「食品」の場合。「食品」と書かれているだけだと生ものが入っている可能性があるため。また、食の安全の観点から、具体的な食品名が書かれていても宅配ボックスには入れないことがある[注釈 2]。
- 配達員が宅配ボックスへの入庫方法が分からない時、または宅配ボックスの存在自体に気付かなかった時。
- その他、配達員の経験上、宅配ボックスに入れるとトラブルになる可能性があると判断した時。

以上のような場合でも宅配ボックスへの配達を希望する場合、宛先住所の末尾に「不在時宅配ボックス希望」と記載が推奨される。この旨が記載された場合は客からの指示であるから、どの配達会社の配達員も極力宅配ボックスに配達するように努める。

### ボックスへの配達を拒否または嫌がられる場合
- 近年、インターネット通販で戸建てやマンションの玄関に設置するタイプの個人用宅配ボックスが販売されているが、主にセキュリティ上の問題（鍵の破壊や箱ごと盗難など）、及び本人設置の確認が取れない等の理由から、利用を断られることもある。どうしても利用したい場合、事業者と契約書を交わし、紛失、破損時の責任は自己責任として配達してもらう事になるが、大手事業者との個人契約は基本的に難しく、コンビニ受取や宅配ロッカーの利用を提案されるに留まる事が大半である。購入を検討している場合は事前に配送業者への確認が推奨される。
- 配達会社には「宅配ボックスに入れてほしい」という要望がしばしば寄せられるが、宅配ボックスの液晶画面に名前が表示されず郵便受けにも表札が無い場合は、居住確認が行えず配達員の判断によって宅配ボックスを使わないことがある[注釈 5]。

## 普及状況

### マンション
1999年以前に建てられたマンションでは設置率が低いが、2000年以降築の物件では急速に普及が進み、新築マンションでは標準的な設備となっている。マンション情報誌の「ほしい設備」のベスト5に必ず入る設備として受け入れられている。また、新しくないマンションであっても、住民の要望によって宅配ボックスを後から導入した事例が増えている。

### アパート
アパートは集合ポスト付近が狭いので設置場所確保が難しく、また管理上の問題から、宅配ボックスの設置率はかなり低い。ただし、新築アパートでは「2箱、ダイヤル式」の宅配ボックスの導入が増えつつある。

### 戸建住宅
戸建住宅では、価格や設置場所確保の問題から、宅配ボックスが設置される事例はこれまでかなり少なかったが、近年は設置事例が少しずつ増えている。後付で宅配ボックスを設置するユーザーも存在するが、確実に利用できるという保障が無い点には注意を要する。

#### OKIPPA
Yper社より発売された集合住宅/戸建てを問わず利用できる新しいタイプの簡易型宅配ボックス及びサービスの呼称｡今までの宅配ボックスと異なり､スマートフォン向けのアプリを利用することにより大手通販サイトや配送会社との連携を行い受け取りの簡略化が行えるのが特徴｡2018年12月､同社は郵便局と共同にて東京都の一部で置き配の実証実験を行い､再配達の割合を61%削減したとして 郵便局主催の2018年POST LOGITECH INNOVATION AWARDにて観客賞を受賞している｡
2019年6月､郵便局が同製品を利用する際の手引きを公開､OKIPPAを利用した場合に限りそれまで郵便局では必須とされていた｢指定場所配達の依頼書｣を提出したとみなして事前の申請なしでも宅配ボックスを利用した配達が利用できる旨の告知が行われた｡同時に2019年には宅配ボックスの社会的な認知度の向上を目指しゆうパック利用の置き配モニターとして10万名に同製品を抽選で配布するといったイベントも実施された｡

## 種類
宅配ボックスにはいくつかの種類があり、機能や操作方法がそれぞれ異なっている。

### 個人設置の施錠式の宅配ボックス
- 概要：前述のOKIPPAなどに代表されるタイプ｡住民によって後付けで設置された宅配ボックスで主に利用されるタイプであり､宅配業者が配達の際に施錠すること､基本的に自宅前に設置されることから安全性は比較的高い
- 操作方法：宅配ボックスに荷物を収納後､付属されている鍵によって施錠を行うだけである｡受取人は専用の鍵を用いて開閉する｡
- メリット
  - 宅配ボックス設備のない古い集合住宅や戸建てでも利用可能
  - 荷物の回収忘れ等の不注意がない限り確実に荷物の受け取りが可能
  - 自宅前に固定式で設置し､強固な鍵を用いることによりナンバーの抜き取り等に対する盗難から守ることができる
- デメリット
  - オートロック式マンションの場合､住民が不在だと配達員がそもそも玄関前に到達できないため不在時受け取りとしての用途は適さない[注釈 7]
  - ダイヤル式の鍵を利用するとセキュリティ対策にならず､必然的に南京錠などの鍵を準備する必要がある
  - 箱ごと持ち去る盗難に対してワイアーによるセキュリティ対策が必要
  - 集合住宅に設置する場合､必然的に共用部分に設置することとなるため設置に問題がないかの確認が必要
  - 簡易的なボックスの場合､工具を用いた破壊に対しては基本的に無力であり高額商品の配送の際は宅配ボックスを利用しないという手段も一考する必要がある

### ダイヤル式
- 概要：宅配ボックスの初期型であり、近年はマンションではあまり見られないタイプだが、最低2箱からの製品もあるので今でもアパートで採用が多いタイプである。
- 操作方法：宅配ボックスのそれぞれの箱の扉に3桁または4桁のダイヤルがある。配達員は荷物を入れ、ダイヤルを配達員自身がその場で決めた番号に合わせてこれを暗証番号とし、「宅配ボックスに入れました。箱番号は○番で、暗証番号は○○○○です。」という配達通知書を作成して郵便受けに投函する。受取人はダイヤルを暗証番号に合わせることで扉が開き、荷物を取り出せる。
- メリット
  - 電気を使わないので電気代がかからない。
  - 会員登録不要なので、住民が入居したばかりでも取り出せる。
  - 導入コストが電子式よりは安い。
  - アパート向けに屋外設置が可能なタイプもある。
  - 配達員が配達直後に誤配達に気づいたときは、住民が取り出す前であれば、配達員がダイヤルを暗証番号に合わせてすぐ回収することができる。
- デメリット
  - すぐに満杯になりやすい。荷物が長期滞留していても、何月何日から入りっぱなしなのかの記録が取れないので、管理会社による対応が難しいからである。
  - 悪意のある人がダイヤルを0000から9999まで試せば開いてしまうため、盗難対策が不十分である。
  - 配達員が暗証番号を記入漏れしたり、誤記入することがよくある。
  - 配達員が誤操作しやすい。（扉をロックし忘れるミスが特に多い）
  - ダイヤル式はトラブルが多いため、配達会社の営業所によっては使用しない規定になっている場合がある。

### 電子式（液晶パネル式）
- 概要：近年主流のタイプ。
- 操作方法：液晶画面があり、配達員は画面や音声で案内される手順に従って荷物を入れた後、「宅配ボックスに入れました」という配達通知書を郵便受けに投函する。受取人が扉を開く方法は、部屋ごとに決まっている固定暗証番号（入居時にマンション管理会社から渡された書類に書いてある）を使用するタイプと、予め住民に配布されている磁気カード等を使って扉を開くタイプの2タイプがある。
- メリット
  - その部屋の住民だけが持っているカード等でしか取り出せないので、ダイヤル式に比べセキュリティ性が高い。
  - 何月何日に荷物を入れたという記録が内部データとして残るので、宅配ボックス会社は長期滞留の荷物を発見できる。そのため物置代わりに悪用される恐れが低い。（長期間入りっぱなしの荷物は宅配ボックス会社や管理人が回収し処分する規定になっているなど）
  - 機種によっては、受領書を内蔵プリンタで発行する機能が付いており、受領書に印字されている部屋番号に配達したという証拠になるので、確実性が高く、配達員が安心して使うことができる。
  - 機種によっては、インターホンと連携することができ、宅配ボックスに荷物が入っていると住人の宅内のインターホンから通知音が鳴る機種もある。（郵便受けを時々しかチェックしない人の取り忘れ防止になる）
  - 配達員が暗証番号を記入する必要がない。
- デメリット
  - ダイヤル式よりも導入コストが高い。また、定期点検費用など維持コストもかかる。
  - 配達員が部屋番号入力を間違えたり、箱内センサーを外して入庫すると、住民が取り出そうとした時に「荷物はありません」と表示され、簡単には取り出せなくなる。

### 弁当配達事業者などが準備する宅配ボックス
- 概要:生活協同組合や宅食サービスの業者などの食材宅配サービスに該当する配達事業者が主に利用する簡易的なボックス
- 操作方法:鍵の場合や封印シール等様々
- 基本的には個人設置の施錠式の宅配ボックスと管理方式等は同一
- 詳細
  - 生活協同組合等に代表される､生鮮品や弁当を定期的に配送する際に業者側が用意するサービス[20] の一環として運用されている｡
  - 受取人が不在の場合でもスムーズに引き渡せるよう､事業者側が準備しておりまた製品都合上から保冷が必須なため､発泡スチロール等の保冷容器が利用される｡
  - また2020年以降では高齢者に対する配食サービスでの普及が見られている｡サービスの性質上､毎日に近い高頻度で配送が行われること､配送時に事前の連絡が無く前回の配送物が回収されていない場合には問題が発生したことが分かりやすいため家族への通知が行われるなど､高齢者に対する安否確認サービスの一環としても普及が進んでいる[21]｡

### 戸建住宅用の場合
戸建用の場合、まだほとんど普及しておらず、配達員が戸建用宅配ボックスの操作に慣れていない者がほとんどのため、宅配ボックスが設置してあっても配達員が使用しないことがある。配達員が積極的に使用しない理由としては「宅配ボックスがあることに気づかなかった」「盗難対策や雨濡れ対策が充分とはいえない」「戸建用は使い方が製品により様々なので使い方がよく分からない」「宅配ボックスへの配達を希望しているのか分からない」などが挙げられる。また、戸建用の宅配ボックスは設置場所の理由から、小型で奥行がないボックスが多いため、小さい荷物しか入れられない問題もある。

## 管理方式
住民が何らかの理由で配達通知書に気づかなかった場合や、宅配ボックスから取り出す意欲がない場合に、荷物が何か月もボックスに入りっぱなしになることがあり、これを長期滞留荷物と呼ぶが、その対策としては機種によって2つの方式がある。

### スタンドアローン方式（自主管理方式）
- この方式は宅配ボックスが通信回線で宅配ボックス会社と繋がっていないので、長期滞留荷物がないかどうかのチェックはマンションの管理人が本来は行う必要がある（自主管理）。しかし、実際にはそういったチェックはマンション管理人の日々の管理業務に組み入れられていないケースが多いため、長期間取り出されない荷物の影響で空きのボックスが常に少ない状況となり、満杯になりやすく、配達員が入れたくても入れられないことが多い。管理不徹底のためにボックス満杯状態が慢性化するとマンション住民・配達員双方の大きな不満となり、物件の資産価値も下がる。
- 現住民の名前を宅配ボックスに表示する機能がなく居住確認ができないため、転居の可能性を考慮して配達員が入庫しなかったり、転居済みの人宛ての荷物が入庫されることがある。
- 扉が開かないなどのトラブル時に、宅配ボックス会社は遠隔操作でサポートすることができないため、マンション管理会社による翌日以降の出張対応となる。（出張作業費がかかる場合もある）
- すべてのダイヤル式ボックスと、ほとんどのメーカーの電子式ボックスがこの方式である。

### ネットワーク方式
- この方式は宅配ボックスが通信回線で宅配ボックス会社と接続されており、長期滞留荷物がないかをオンラインで毎日自動点検する。3日間以上入りっぱなしになっている場合は、メール・電話・郵便で登録契約者宛てに通知を行う。通知してもさらに長期間入りっぱなしになっている場合は、宅配ボックス会社が強制的に取り出す。このため、長期滞留荷物の防止（＝ボックスの満杯防止）に大きな効果がある。
- この方式の宅配ボックスを利用するにあたっては、事前にインターネット等で会員登録が必要である。（名前や電話番号を登録する）
- 液晶画面には、各住人が事前に登録した名前が表示されるので、配達員は表示された名前で居住確認を取って入庫することができ、誤配達が起こりにくい。
- 宅配ボックス管理センターとの通話機能があり、トラブル時に24時間いつでもサポートを受けられる。例えば、配達員のミスで荷物を取り出せないときや、磁気カードを紛失したときは、遠隔操作で扉を開けてもらうことができる。
- 管理は宅配ボックス会社への委託となるので、管理人の仕事の負担が減る。
- スタンドアローン方式と同じサイズで機種価格を比較した場合は割高であるが、ネットワーク方式は荷物が滞留せず、満杯になりにくいためスタンドアローン方式よりも一回り小さいサイズでの運用も可能であり、実質的にはスタンドアローン方式とコストはあまり変わらないこともある。
- 特定のメーカーの上位機種の電子式ボックスがこの方式である。

## 駅などに設置された宅配ロッカー

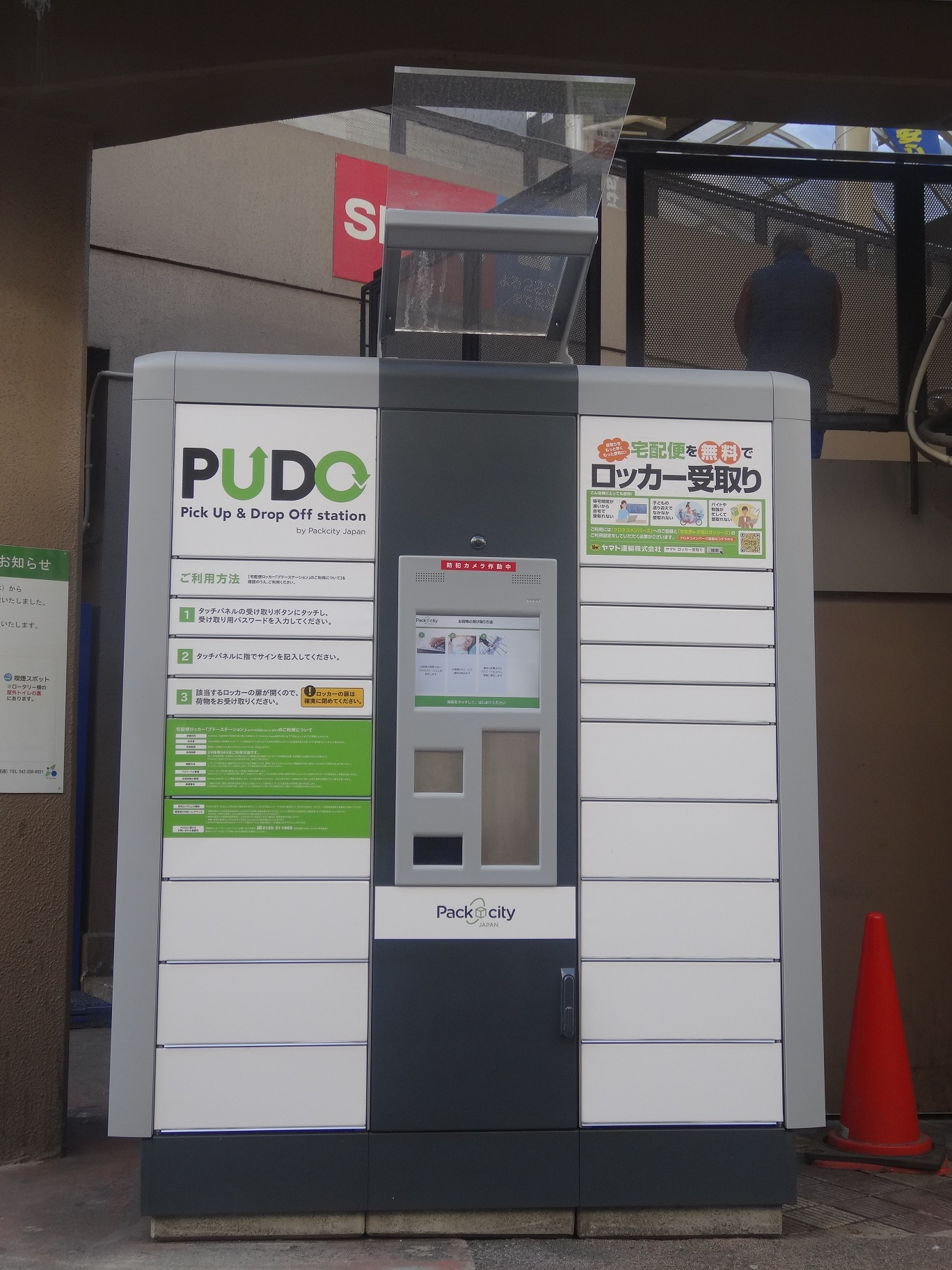
PUDOステーション

宅配ボックスが自宅に無い人でも宅配荷物を仕事帰り等に受け取れるようにするため、駅などに宅配ロッカーを設置している事例がある。コインロッカーとは別の場合も、兼用する場合もある。こういった宅配ロッカーは、特定の通販サイトや配達会社の荷物しか入れられないなど利用条件が限られることもあるが、最近は差出人を問わずに荷物を入れられる「オープン型宅配ロッカー」 が登場し、設置事例が増えつつある。
東京都狛江市は2018年1月、市役所に設置した。
代表的なオープン型宅配ロッカー（カッコ内は運営事業者）
- PUDOステーション（Packcity Japan）
- はこぽす（日本郵便）
- 楽天BOX（楽天）
- Amazon Hub（アマゾンジャパン）

## 海外の宅配ボックス事情

### アメリカ合衆国
アメリカではそもそも宅配ボックスはおろか再配達、時間指定配達という概念が薄く、不在時等には玄関前または敷地内に置き去り、屋外に放置することは一般的である。在宅確認を一切せずに、またはドアをノックしまたはドアベルを鳴らし応答を待たず直ちに置き去ることすらある。盗難は織り込み済みであり、通信販売においては、荷物が盗難にあうなど行方不明になった際は、その旨を報告すれば代替の製品が新たに発送される等の対応が取られる。盗難補償よりも再配達等に伴う人件費や時間等のコストが上回るという合理性のもと行われているとされる。
送り主または受け取り側の判断により、受取側の署名が必須な配送も選べるが、オプション扱いとして追加費用がかかる例が基本であり、利用されることは少ない。署名必須な配達において不在だった場合、不在票を入れた後、荷物は持ち帰り保管され、後日自分で保管先に取りに行くか、再配達を依頼する必要がある。また、マンションの場合は管理会社に配達するといった対応もごく当たり前に行われている。
都市部の一部などではシェアリング型のロッカー型宅配ボックスが設置され、受取だけではなく発送にも対応している多機能型のボックスが設置されている場合がある。厳密には宅配ボックスではないが、大手通販会社のAmazonが設置しているAmazonロッカーというものが存在しており、コンビニや駅等に設置され、同社の買い物や返品対応の際に利用が可能となっている。

### ドイツ
ドイツでは、不在時に荷物が放置されるということは基本的に起こり得ないが、再配達の制限が厳しく不在票が入れられた際には基本的に自ら各宅配業者の営業所に受け取りに出向く必要がある。ドイツの郵便局・DHLではPackstationと呼ばれる共用の宅配ロッカーサービスが存在し、荷物の受取が可能である。

### フランス
フランスでは配送の際、郵便局が利用されるのが一般的である。時間指定は基本的に出来ない。不在票を入れられた場合、郵便局に出向き窓口に並び受け取ることが一般的である。再配達も時間指定はできない。

### 中国
共働きが多い大都市部を中心に、近年は宅配ボックスが急速に普及し始めており、宅配ボックスメーカーは既に20社以上ある。中国でよくある仕組みとしては、配達員が配達時に受取人の電話番号を宅配ボックスに入力すると、システムが自動的に暗証番号を生成して受取人の携帯電話にSMSで暗証番号を通知し、受取人はその暗証番号を宅配ボックスに入力すると受け取れる、という仕組みが一般的である。配達員は配達通知書を手書きする必要がなく、SMSで受取人に直接通知されるので家族に荷物を知られる恐れが少なく、受取時に磁気カードも要らないという点がメリットとして挙げられる。